# Colpochila diabolica
Colpochila diabolica är en skalbaggsart som beskrevs av Szito 1995. Colpochila diabolica ingår i släktet Colpochila och familjen Melolonthidae. Inga underarter finns listade i Catalogue of Life.